# برج گرد ایرلندی

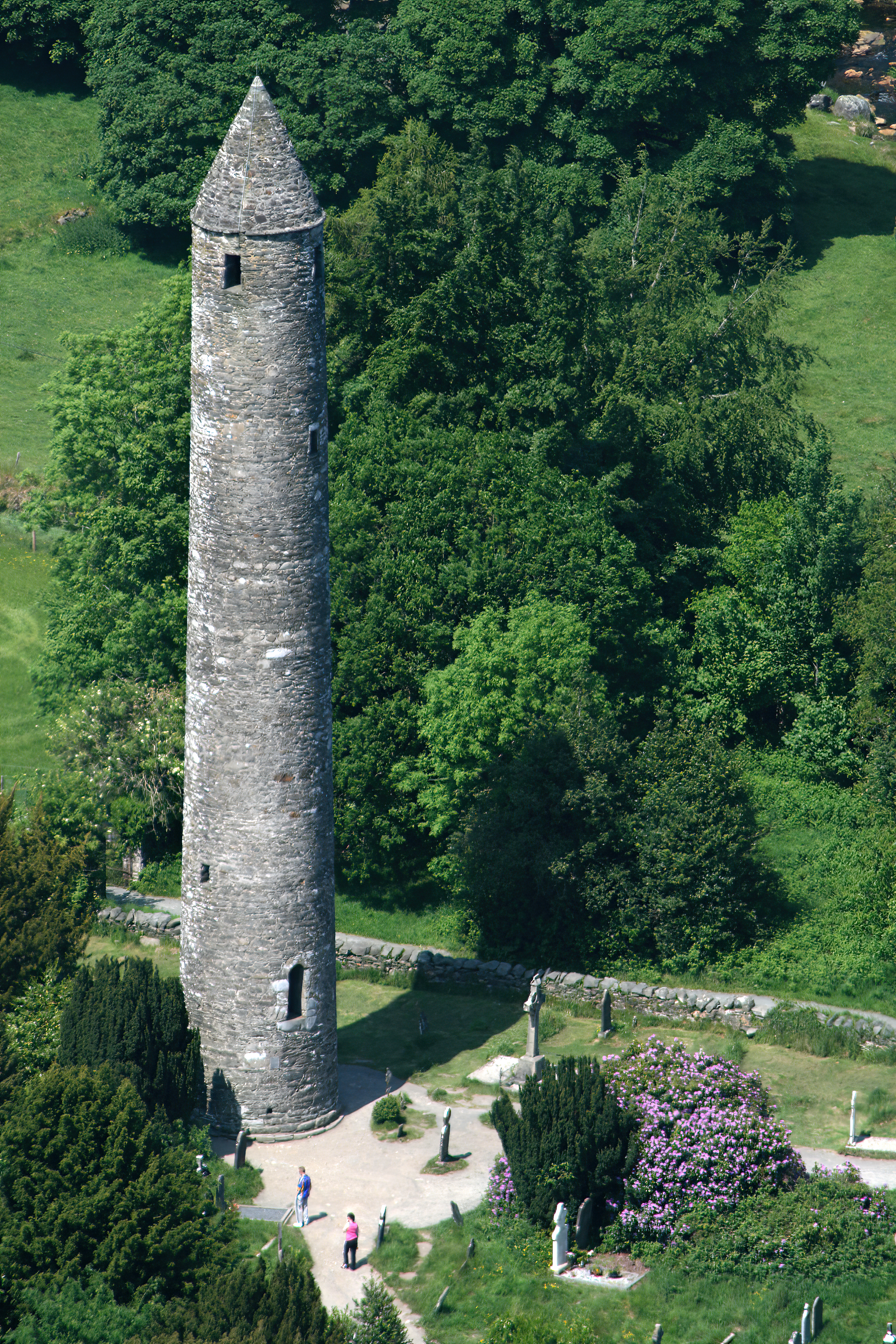
برج گرد در Glendaloughایرلند با حدود سی متر ارتفاع

برج گرد ایرلندی (ایرلندی: Cloigtheach، به معنای برج ناقوس) برج‌های سنگی از اوایل قرون وسطی هستند که عمدتاً در ایرلند می‌توان پیدایشان کرد. دو تا از این برج‌ها در اسکاتلند و یکی نیز در جزیره من یافت شده است. چنانکه از اسم ایرلندی آنها Cloigtheach (برج ناقوس) نیز بر می‌آید، این برج‌ها بدواً برای آویختن ناقوس و به صدا در آوردن زنگ آن به کار می‌رفتند،ولی بعدها استفاده‌های دیگری از آن‌ها نیز می‌شده است.
این برج‌ها معمولاً در مجاورت یک کلیسا یا صومعه ساخته می‌شدند و در آن‌ها روبروی در غربی کلیسا قرار داشته است. جایگاه بعضی از کلیساهای تخریب شده را می‌توان بدون کاوش و با تقریب از در برج گرد پیدا کرد. نمونه‌های اولیه این برج‌ها با قلوه‌سنگ ساخته‌شده‌اند و در نمونه‌های متاخر آن‌ها سنگ نما نیز وجود دارد.